# 노다 내각 (제1차 개조)
노다 제1차 개조내각(일본어: 野田第1次改造内閣)은 중의원 의원, 민주당 대표 노다 요시히코가 제95대 내각총리대신으로 임명되어, 2012년 1월 13일부터 2012년 6월 4일까지 존재한 일본의 내각이다.

## 개요
2011년 9월 2일에 발족한 노다 내각에서는 제179회 임시 국회에서 야마오카 겐지 국가 공안 위원장의 다단계 판매 관여 의혹, 이치카와 야스오 방위대신의 실언과 부탄 국왕의 환영 궁중 만찬회를 개인적인 이유로 불참했다는 등 일부 각료들의 잇따른 자질 문제가 구설수에 오르면서 참의원에서는 각각 문책 결의가 가결되는 상황이 벌어졌다.
이러한 상황에 대해 노다 요시히코 총리가 도호쿠 지방 태평양 해역 지진(동일본 대지진) 부흥 정책의 실현, 자신이 목표로 하는 소비세 인상을 포함한 ‘사회보장제도 개혁’을 실현하기 위해 제180회 통상 국회 개회를 앞두고 ‘인심일신’(人心一新)과 체제 강화를 도모하는 목적으로 2012년 1월 13일에 내각 개조를 실시했다.

## 인사

### 국무대신
| 출신 당파 : 민주당 국민신당 (발족시 : 민주당 16(모두 28), 국민신당 1) |

| 직책                                                 | 대수 | 성명              | 성명 | 주요 경력                                                   | 임시 대리 순위 | 재직 기간                  | 비고                                                               |
| ---------------------------------------------------- | ---- | ----------------- | ---- | ----------------------------------------------------------- | -------------- | -------------------------- | ------------------------------------------------------------------ |
| 내각총리대신                                         | 95   | 노다 요시히코     |      | 중의원 민주당 (노다 그룹)                                   | -              | 2012년 1월 13일 ~ 6월 4일  | 민주당 대표                                                        |
| 부총리                                               | -    | 오카다 가쓰야     |      | 중의원 민주당 (무파벌)                                      | 1              | 2012년 1월 13일 ~ 6월 4일  | 행정개혁 담당 사회 보장과 세금 일체개혁 담당 공무원 제도 개혁 담당 |
| 총무대신                                             |      | 가와바타 다쓰오   |      | 중의원 민주당 (가와바타 그룹) (하토야마 그룹)               | 4              | 2012년 1월 13일 ~ 6월 4일  |                                                                    |
| 법무대신                                             |      | 오가와 도시오     |      | 참의원 민주당 (간 그룹)                                     | -              | 2012년 1월 13일 ~ 6월 4일  |                                                                    |
| 외무대신                                             |      | 겐바 고이치로     |      | 중의원 민주당 (겐바 그룹)                                   | -              | 2012년 1월 13일 ~ 6월 4일  |                                                                    |
| 재무대신                                             |      | 아즈미 준         |      | 중의원 민주당 (마에하라 그룹)                               | -              | 2012년 1월 13일 ~ 6월 4일  |                                                                    |
| 문부과학대신                                         |      | 히라노 히로후미   |      | 중의원 민주당 (히라노 그룹)                                 | -              | 2012년 1월 13일 ~ 6월 4일  | 국립국회도서관 연락조정위원회 위원                                 |
| 후생노동대신                                         |      | 고미야마 요코     |      | 중의원 민주당 (마에하라 그룹)                               | -              | 2012년 1월 13일 ~ 6월 4일  |                                                                    |
| 농림수산대신                                         |      | 가노 미치히코     |      | 중의원 민주당 (가노 그룹)                                   | 3              | 2012년 1월 13일 ~ 6월 4일  |                                                                    |
| 경제산업대신                                         |      | 에다노 유키오     |      | 중의원 민주당 (마에하라 그룹) (간 그룹)                     | -              | 2012년 1월 13일 ~ 6월 4일  |                                                                    |
| 국토교통대신                                         |      | 마에다 다케시     |      | 참의원 민주당 (가노 그룹)                                   | -              | 2012년 1월 13일 ~ 6월 4일  | 해양 정책 담당                                                     |
| 환경대신                                             |      | 호소노 고시       |      | 중의원 민주당 (마에하라 그룹)                               | -              | 2012년 1월 13일 ~ 6월 4일  |                                                                    |
| 방위대신                                             |      | 다나카 나오키     |      | 참의원 민주당 (오자와 그룹)                                 | 5              | 2012년 1월 13일 ~ 6월 4일  |                                                                    |
| 내각관방장관                                         |      | 후지무라 오사무   |      | 중의원 민주당 (노다 그룹)                                   | 2              | 2012년 1월 13일 ~ 6월 4일  |                                                                    |
| 국가공안위원회 위원장                                |      | 마쓰바라 진       |      | 중의원 민주당 (히라노 그룹) (하토야마 그룹) (가와바타 그룹) | -              | 2012년 1월 13일 ~ 6월 4일  | 납치 문제 담당                                                     |
| 내각부 특명담당대신 (오키나와 및 북방 대책 담당)     | 15   | 가와바타 다쓰오   |      | 중의원 민주당 (가와바타 그룹) (하토야마 그룹)               | 4              | 2012년 1월 13일 ~ 6월 4일  |                                                                    |
| 내각부 특명담당대신 (방재 담당)                      | 17   | 히라노 다쓰오     |      | 참의원 민주당 (겐바 그룹) (오자와 그룹)                     | -              | 2012년 1월 13일 ~ 2월 10일 | 동일본 대지진 부흥 대책 담당                                       |
| 내각부 특명담당대신 (방재 담당)                      | 18   | 나카가와 마사하루 |      | 중의원 민주당 (하타 그룹)                                   | -              | 2012년 2월 10일 ~ 6월 4일  | 공무원 제도 개혁 담당                                              |
| 내각부 특명담당대신 (금융 담당)                      | 15   | 지미 쇼자부로     |      | 참의원 국민신당 대표                                        | -              | 2012년 1월 13일 ~ 6월 4일  | (우정 개혁 담당 →) 우정 민영화 담당                                |
| 내각부 특명담당대신 (소비자 및 식품 안전 담당)       | 7    | 마쓰바라 진       |      | 중의원 민주당 (히라노 그룹) (하토야마 그룹) (가와바타 그룹) | -              | 2012년 1월 13일 ~ 6월 4일  |                                                                    |
| 내각부 특명담당대신 (행정 쇄신 담당)                 | 6    | 오카다 가쓰야     |      | 중의원 민주당 (무파벌)                                      | 1              | 2012년 1월 13일 ~ 6월 4일  |                                                                    |
| 내각부 특명담당대신 (‘신 공공’ 담당)                 | 4    | 오카다 가쓰야     |      | 중의원 민주당 (무파벌)                                      | 1              | 2012년 1월 13일 ~ 2월 10일 |                                                                    |
| 내각부 특명담당대신 (‘신 공공’ 담당)                 | 5    | 나카가와 마사하루 |      | 중의원 민주당 (하타 그룹)                                   | -              | 2012년 2월 10일 ~ 6월 4일  |                                                                    |
| 내각부 특명담당대신 (저출산 대책 담당)               | 10   | 오카다 가쓰야     |      | 중의원 민주당 (무파벌)                                      | 1              | 2012년 1월 13일 ~ 2월 10일 |                                                                    |
| 내각부 특명담당대신 (저출산 대책 담당)               | 11   | 나카가와 마사하루 |      | 중의원 민주당 (하타 그룹)                                   | -              | 2012년 2월 10일 ~ 4월 23일 |                                                                    |
| 내각부 특명담당대신 (저출산 대책 담당)               | 12   | 고미야마 요코     |      | 중의원 민주당 (마에하라 그룹)                               | -              | 2012년 4월 23일 ~ 6월 4일  |                                                                    |
| 내각부 특명담당대신 (남녀 공동 참가 담당)            | 14   | 오카다 가쓰야     |      | 중의원 민주당 (무파벌)                                      | 1              | 2012년 1월 13일 ~ 2월 10일 |                                                                    |
| 내각부 특명담당대신 (남녀 공동 참가 담당)            | 15   | 나카가와 마사하루 |      | 중의원 민주당 (하타 그룹)                                   | -              | 2012년 2월 10일 ~ 6월 4일  |                                                                    |
| 내각부 특명담당대신 (경제 재정 정책 담당)            | 17   | 후루카와 모토히사 |      | 중의원 민주당 (마에하라 그룹)                               | -              | 2012년 1월 13일 ~ 6월 4일  | 국가전략 담당                                                      |
| 내각부 특명담당대신 (지역 주권 추진 담당)            | 4    | 가와바타 다쓰오   |      | 중의원 민주당 (가와바타 그룹) (하토야마 그룹)               | 4              | 2012년 1월 13일 ~ 6월 4일  |                                                                    |
| 내각부 특명담당대신 (과학기술 정책 담당)             | 16   | 후루카와 모토히사 |      | 중의원 민주당 (마에하라 그룹)                               | -              | 2012년 1월 13일 ~ 6월 4일  | 우주 개발 담당                                                     |
| 내각부 특명담당대신 (원자력 손해배상 지원 기구 담당) | 3    | 에다노 유키오     |      | 중의원 민주당 (마에하라 그룹) (간 그룹)                     | -              | 2012년 1월 13일 ~ 6월 4일  | 원자력 경제 피해 담당                                              |
| 내각부 특명담당대신 (원자력 행정 담당)               | 1    | 호소노 고시       |      | 중의원 민주당 (마에하라 그룹)                               | -              | 2012년 1월 13일 ~ 6월 4일  | 원자력 발전 사고의 수습 및 재발 방지 담당                          |
| 부흥대신                                             | 1    | 히라노 다쓰오     |      | 참의원 민주당 (겐바 그룹) (오자와 그룹)                     | -              | 2012년 2월 10일 ~ 6월 4일  | 동일본 대지진 총괄 담당                                            |
| 1. 2. 3. 4. 5. 6. 7. 8. 9. 10. 11. 12. 13. 14.       |      |                   |      |                                                             |                |                            |                                                                    |

- 내각 개조에 의해서 새로 입각한 국무 대신(오카다, 오가와, 히라노, 다나카, 마쓰바라 등)은 2012년 1월 13일에 임명됨.
- 방재 담당으로 임명된 나카가와 마사하루는 2012년 2월 10일에 임명됨.
- 그 외의 국무 대신은 내각 개조 전부터 유임되었음.
  - 내각 조성 당시의 평균 연령 : 58.3세
  - 최고령 : 마에다 다케시(74세)
  - 최연소 : 호소노 고시(40세)

### 부대신
| 출신 당파 : 민주당 국민신당 (발족시 : 민주당 20, 국민신당 1) |

| 내각부 부대신   | 이시다 가쓰유키     |  | 중의원 민주당 (가노 그룹)            | 2012년 1월 13일 ~ 6월 4일  |  |
| 내각부 부대신   | 고토 히토시         |  | 중의원 민주당 (하타 그룹)            | 2012년 1월 13일 ~ 6월 4일  |  |
| 내각부 부대신   | 나카쓰카 잇코       |  | 중의원 민주당 (오자와 그룹)          | 2012년 1월 13일 ~ 6월 4일  |  |
| 내각부 부대신   | 마쓰시타 다다히로   |  | 중의원 국민신당                      | 2012년 2월 10일 ~ 6월 4일  |  |
| 내각부 부대신   | 스에마쓰 요시노리   |  | 중의원 민주당 (간 그룹)              | 2012년 2월 10일 ~ 6월 4일  |  |
| 총무 부대신     | 기카와다 도루       |  | 중의원 민주당 (오자와 그룹)          | 2012년 1월 13일 ~ 4월 4일  |  |
| 총무 부대신     | 오시마 아쓰시       |  | 중의원 민주당 (가노 그룹)            | 2012년 4월 6일 ~ 6월 4일   |  |
| 총무 부대신     | 마쓰자키 기미아키   |  | 중의원 민주당 (가노 그룹)            | 2012년 1월 13일 ~ 6월 4일  |  |
| 법무 부대신     | 다키 마코토         |  | 중의원 민주당 (무파벌)               | 2012년 1월 13일 ~ 6월 4일  |  |
| 외무 부대신     | 야마구치 쓰요시     |  | 중의원 민주당 (겐바 그룹)            | 2012년 1월 13일 ~ 6월 4일  |  |
| 외무 부대신     | 야마네 류지         |  | 참의원 민주당 (가와바타 그룹)        | 2012년 1월 13일 ~ 6월 4일  |  |
| 재무 부대신     | 이가라시 후미히코   |  | 중의원 민주당 (오자와 사키히토 그룹) | 2012년 1월 13일 ~ 6월 4일  |  |
| 재무 부대신     | 후지타 유키히사     |  | 참의원 민주당 (하토야마 그룹)        | 2012년 1월 13일 ~ 6월 4일  |  |
| 문부과학 부대신 | 오쿠무라 덴조       |  | 중의원 민주당 (오자와 그룹)          | 2012년 1월 13일 ~ 6월 4일  |  |
| 문부과학 부대신 | 모리 유코           |  | 참의원 민주당 (오자와 그룹)          | 2012년 1월 13일 ~ 4월 4일  |  |
| 문부과학 부대신 | 다카이 미호         |  | 중의원 민주당 (마에하라 그룹)        | 2012년 4월 6일 ~ 6월 4일   |  |
| 후생노동 부대신 | 마키 요시오         |  | 중의원 민주당 (하토야마 그룹)        | 2012년 1월 13일 ~ 4월 4일  |  |
| 후생노동 부대신 | 니시무라 지나미     |  | 중의원 민주당 (간 그룹)              | 2012년 4월 6일 ~ 6월 4일   |  |
| 후생노동 부대신 | 쓰지 야스히로       |  | 참의원 민주당 (하토야마 그룹)        | 2012년 1월 13일 ~ 6월 4일  |  |
| 농림수산 부대신 | 쓰쓰이 노부타카     |  | 중의원 민주당 (요코미치 그룹)        | 2012년 1월 13일 ~ 6월 4일  |  |
| 농림수산 부대신 | 이와모토 쓰카사     |  | 참의원 민주당 (가와바타 그룹)        | 2012년 1월 13일 ~ 6월 4일  |  |
| 경제산업 부대신 | 마키노 세이슈       |  | 중의원 민주당 (하토야마 그룹)        | 2012년 1월 13일 ~ 6월 4일  |  |
| 경제산업 부대신 | 마쓰시타 다다히로   |  | 중의원 국민신당                      | 2012년 1월 13일 ~ 2월 10일 |  |
| 경제산업 부대신 | 야나기사와 미쓰요시 |  | 참의원 민주당 (가와바타 그룹)        | 2012년 2월 10일 ~ 6월 4일  |  |
| 국토교통 부대신 | 오쿠다 겐           |  | 중의원 민주당 (하타 그룹)            | 2012년 1월 13일 ~ 6월 4일  |  |
| 국토교통 부대신 | 요시다 오사무       |  | 중의원 민주당 (가와바타 그룹)        | 2012년 1월 16일 ~ 6월 4일  |  |
| 환경 부대신     | 요코미쓰 가쓰히코   |  | 중의원 민주당 (요코미치 그룹)        | 2012년 1월 13일 ~ 6월 4일  |  |
| 방위 부대신     | 와타나베 슈         |  | 중의원 민주당 (마에하라 그룹)        | 2012년 1월 13일 ~ 6월 4일  |  |
| 부흥 부대신     | 나카쓰카 잇코       |  | 중의원 민주당 (오자와 그룹)          | 2012년 2월 10일 ~ 6월 4일  |  |
| 부흥 부대신     | 마쓰시타 다다히로   |  | 중의원 국민신당                      | 2012년 2월 10일 ~ 6월 4일  |  |
| 부흥 부대신     | 스에마쓰 요시노리   |  | 중의원 민주당 (간 그룹)              | 2012년 2월 10일 ~ 6월 4일  |  |
| 1. 2. 3. 4. 5.  |                     |  |                                      |                            |  |

### 대신 정무관
| 출신 당파 : 민주당 국민신당 (발족시 : 민주당 24, 국민신당 2) |

| 내각부대신 정무관   | 고리 가즈코         |  | 중의원 민주당 (요코미치 그룹)      | 2012년 1월 13일 ~ 6월 4일  |  |
| 내각부대신 정무관   | 오구시 히로시       |  | 중의원 민주당 (노다 그룹)          | 2012년 1월 13일 ~ 6월 4일  |  |
| 내각부대신 정무관   | 소노다 야스히로     |  | 중의원 민주당 (하타 그룹)          | 2012년 1월 13일 ~ 6월 4일  |  |
| 총무대신 정무관     | 후쿠다 아키오       |  | 중의원 민주당 (하토야마 그룹)      | 2012년 1월 13일 ~ 6월 4일  |  |
| 총무대신 정무관     | 슈하마 료           |  | 참의원 민주당 (오자와 그룹)        | 2012년 1월 13일 ~ 4월 4일  |  |
| 총무대신 정무관     | 가가야 겐           |  | 참의원 민주당(가와바타 그룹)       | 2012년 4월 6일 ~ 6월 4일   |  |
| 총무대신 정무관     | 모리타 다카시       |  | 참의원 국민신당                    | 2012년 1월 13일 ~ 6월 4일  |  |
| 법무대신 정무관     | 다니 히로유키       |  | 참의원 민주당 (요코미치 그룹)      | 2012년 1월 13일 ~ 6월 4일  |  |
| 외무대신 정무관     | 나카노 조           |  | 중의원 민주당 (무파벌)             | 2012년 1월 13일 ~ 6월 4일  |  |
| 외무대신 정무관     | 가토 도시유키       |  | 참의원 민주당 (무파벌)             | 2012년 1월 13일 ~ 6월 4일  |  |
| 외무대신 정무관     | 하마다 가즈유키     |  | 참의원 국민신당                    | 2012년 1월 13일 ~ 6월 4일  |  |
| 재무대신 정무관     | 미타니 미쓰오       |  | 중의원 민주당 (노다 그룹)          | 2012년 1월 13일 ~ 6월 4일  |  |
| 재무대신 정무관     | 요시다 이즈미       |  | 중의원 민주당 (하토야마 그룹)      | 2012년 1월 13일 ~ 6월 4일  |  |
| 문부과학대신 정무관 | 기이 다카시         |  | 중의원 민주당 (마에하라 그룹)      | 2012년 1월 13일 ~ 6월 4일  |  |
| 문부과학대신 정무관 | 가미모토 미에코     |  | 참의원 민주당 (요코미치 그룹)      | 2012년 1월 13일 ~ 6월 4일  |  |
| 후생노동대신 정무관 | 후지타 가즈에       |  | 중의원 민주당 (곤도·히라오카 그룹) | 2012년 1월 13일 ~ 6월 4일  |  |
| 후생노동대신 정무관 | 쓰다 야타로         |  | 참의원 민주당 (요코미치 그룹)      | 2012년 1월 13일 ~ 6월 4일  |  |
| 농림수산대신 정무관 | 나카노 히로코       |  | 중의원 민주당 (오자와 그룹)        | 2012년 1월 13일 ~ 6월 4일  |  |
| 농림수산대신 정무관 | 모리모토 데쓰오     |  | 중의원 민주당 (하토야마 그룹)      | 2012년 1월 13일 ~ 6월 4일  |  |
| 경제산업대신 정무관 | 기타가미 게이로     |  | 중의원 민주당 (마에하라 그룹)      | 2012년 1월 13일 ~ 6월 4일  |  |
| 경제산업대신 정무관 | 야나기사와 미쓰요시 |  | 참의원 민주당 (가와바타 그룹)      | 2012년 1월 13일 ~ 2월 10일 |  |
| 경제산업대신 정무관 | 나카네 야스히로     |  | 중의원 민주당 (무파벌)             | 2012년 2월 10일 ~ 6월 4일  |  |
| 국토교통대신 정무관 | 쓰가와 쇼고         |  | 중의원 민주당 (무파벌)             | 2012년 1월 13일 ~ 6월 4일  |  |
| 국토교통대신 정무관 | 쓰시마 교이치       |  | 중의원 민주당 (오자와 그룹)        | 2012년 1월 13일 ~ 6월 4일  |  |
| 국토교통대신 정무관 | 무로이 구니히코     |  | 참의원 민주당 (오자와 그룹)        | 2012년 1월 13일 ~ 6월 4일  |  |
| 환경대신 정무관     | 다카야마 사토시     |  | 중의원 민주당 (오자와 그룹)        | 2012년 1월 13일 ~ 6월 4일  |  |
| 방위대신 정무관     | 시모조 미쓰         |  | 중의원 민주당 (하타 그룹)          | 2012년 1월 13일 ~ 6월 4일  |  |
| 방위대신 정무관     | 진푸 히데오         |  | 중의원 민주당 (오자와 그룹)        | 2012년 1월 13일 ~ 6월 4일  |  |
| 부흥대신 정무관     | 고리 가즈코         |  | 중의원 민주당 (요코미치 그룹)      | 2012년 2월 10일 ~ 6월 4일  |  |
| 부흥대신 정무관     | 오구시 히로시       |  | 중의원 민주당 (노다 그룹)          | 2012년 2월 10일 ~ 6월 4일  |  |
| 부흥대신 정무관     | 요시다 이즈미       |  | 중의원 민주당 (하토야마 그룹)      | 2012년 2월 10일 ~ 6월 4일  |  |
| 부흥대신 정무관     | 쓰가와 쇼고         |  | 중의원 민주당 (무파벌)             | 2012년 2월 10일 ~ 6월 4일  |  |
| 1. 2. 3. 4. 5. 6.   |                     |  |                                    |                            |  |

### 그 외의 인사
| 출신 당파 : 비 국회의원 민주당 (발족시 : 민주당 7, 비 국회의원 2) |

| 직책                  | 대수 | 성명              | 성명 | 주요 경력                           | 재직 기간                  | 비고                                                 |
| --------------------- | ---- | ----------------- | ---- | ----------------------------------- | -------------------------- | ---------------------------------------------------- |
| 내각관방부장관 (정무) | -    | 사이토 쓰요시     |      | 중의원 민주당 (곤도·히라오카 그룹)  | 2012년 1월 13일 ~ 6월 4일  |                                                      |
| 내각관방부장관 (정무) | -    | 나가하마 히로유키 |      | 참의원 민주당 (노다 그룹)           | 2012년 1월 13일 ~ 6월 4일  |                                                      |
| 내각관방부장관 (사무) | -    | 다케토시 마코토   |      | 비 국회의원 국가공무원 (국토교통성) | 2012년 1월 13일 ~ 6월 4일  |                                                      |
| 내각법제국 장관       |      | 야마모토 쓰네유키 |      | 비 국회의원 국가공무원 (통상산업성) | 2012년 1월 13일 ~ 6월 4일  |                                                      |
| 내각총리대신 보좌관   | -    | 스에마쓰 요시노리 |      | 중의원 민주당 (간 그룹)             | 2012년 1월 13일 ~ 2월 10일 | 동일본 대지진 부흥 대책, 저출산 대책, 자살 대책 담당 |
| 내각총리대신 보좌관   | -    | 데즈카 요시오     |      | 중의원 민주당 (노다 그룹)           | 2012년 1월 13일 ~ 6월 4일  | 정치 주도에 의한 정책 운영 및 국회 대책 담당         |
| 내각총리대신 보좌관   | -    | 미즈오카 슌이치   |      | 참의원 민주당 (요코미치 그룹)       | 2012년 1월 13일 ~ 6월 4일  | 정치 주도에 의한 정책 운영 및 국회 대책 담당         |
| 내각총리대신 보좌관   | -    | 나가시마 아키히사 |      | 중의원 민주당 (노다 그룹)           | 2012년 1월 13일 ~ 6월 4일  | 외교 및 안전 보장 담당                               |
| 내각총리대신 보좌관   | -    | 혼다 히라나오     |      | 중의원 민주당 (간 그룹)             | 2012년 1월 13일 ~ 6월 4일  | 내정의 중요 정책에 관한 부처간 조정 담당             |
| 내각총리대신 보좌관   | -    | 데라타 마나부     |      | 중의원 민주당 (간 그룹)             | 2012년 2월 10일 ~ 6월 4일  | 행정개혁 및 사회 보장·세금 일체개혁 등 담당          |
| 1. 2.                 |      |                   |      |                                     |                            |                                                      |

## 인사에 관한 개요

### 국무대신
- 내각 개조에 의해 처음으로 입각한 국무대신은 오가와 도시오, 다나카 나오키, 마쓰바라 진 등 3명이며, 재입각한 국무대신은 오카다 가쓰야와 히라노 히로후미 등 2명이다. 그 외에도 각료 12명은 유임되었고 내각 개조에서의 유임한 인원수로서는 역대 최다 기록이 되었다. 내각 조성 당시의 평균 연령은 58.3세가 되었고 이중 최연소는 호소노 고시(40세)가 있다.
- 노다 개조내각은 계속해서 국민신당과의 연립 정권을 계속 형성하였고 같은 당에서는 지미 쇼자부로가 입각했다(재임).
- 민간으로부터의 입각한 사례는 없다.
- 내각총리대신 임시 대리 취임 순위 1순위로는 오카다 가쓰야가 지정되었다(부총리).
- 2월 10일 - 부흥청의 발족에 의한 부흥대신 등의 인사를 단행해 히라노 다쓰오 방재담당대신이 부흥대신으로 임명했고, 나카가와 마사하루 전 문부과학대신이 특명담당대신으로서 방재, ‘신 공공’, 저출산 대책, 남녀 공동 참가를 담당하게 되었다.
- 2월 14일 - 동일본 대지진 총괄 담당 대신이 신설되면서 히라노 부흥대신이 임명되었다.[2]
- 6월 4일 - 내각 개조를 단행하면서 노다 내각 제2차 개조내각을 발족해 오가와 도시오 법무대신, 가노 미치히코 농림수산대신, 마에다 다케시 국토교통대신, 다나카 나오키 방위대신, 지미 쇼자부로 내각부 특명담당대신 등 5명의 국무대신을 교체했다.

### 부대신·대신 정무관·총리대신 보좌관
- 1월 16일 - 마쓰바라 진이 국가공안위원회 위원장으로 취임한 것에 따르는 국토교통 부대신의 후임에 요시다 오사무로 기용한 것을 제외하고는 모두 유임되었다.
- 2월 10일 -
  - 부흥청의 발족에 따라 부흥대신 등의 인사를 단행해 마쓰시타 다다히로 경제산업 부대신 및 스에마쓰 요시노리 내각총리대신 보좌관을 부흥 부대신 겸 내각부 부대신으로 임명되었다. 야나기사와 미쓰요시 경제산업대신 정무관을 경제산업 부대신에, 후임으로는 나카네 야스히로를 경제산업대신 정무관으로 임명되었다.
  - 스에마쓰 내각총리대신 보좌관의 후임으로는 데라타 마나부를 내각총리대신 보좌관으로 임명해 행정개혁 및 사회 보장·세금 일체개혁 등의 담당으로 기용되었다.
  - 고리 가즈코 내각부대신 정무관, 요시다 이즈미 재무대신 정무관, 쓰가와 쇼고 국토교통대신 정무관을 부흥대신 정무관을 겸해서 임명했고 고리 정무관은 미야기 부흥국 담당, 요시다 정무관은 후쿠시마 부흥국 및 이바라키 사무소 담당, 쓰가와 정무관은 이와테 부흥국 및 아오모리 사무소 담당으로 발령되었다.
  - 나카쓰카 잇코 내각부 부대신 및 오구시 히로시 내각부대신 정무관에게는 부흥 부대신 또는 부흥대신 정무관을 겸해서 임명되었다.
- 3월 30일 - 기카와다 도루 총무 부대신, 모리 유코 문부과학 부대신, 마키 요시오 후생노동 부대신, 슈하마 료 총무대신 정무관 등 4명이 소비세 인상 관련 법안을 내각 회의에서 결정한 것에 반발하여 사표를 제출했다.
- 4월 4일 - 기카와다 도루 총무 부대신, 모리 유코 문부과학 부대신, 마키 요시오 후생노동 부대신, 슈하마 료 총무대신 정무관 등 4명이 낸 사표가 수리되었다.
- 4월 6일 - 기카와다 도루 총무 부대신의 후임에 오시마 아쓰시, 모리 유코 문부과학 부대신의 후임에 다카이 미호, 마키 요시오 후생노동 부대신의 후임에 니시무라 지나미, 슈하마 료 총무대신 정무관의 후임에는 가가야 겐을 임명했다.
- 4월 23일 - 나카가와 마사하루 특명담당대신이 저출산 대책 담당직에서 해임돼 고미야마 요코 후생노동대신을 저출산 대책 담당 대신으로 임명했다(후생노동대신과의 겸임).

## 내각의 움직임

### 2012년

#### 1월
- 1월 13일 - 이 날 내각회의에서는 노다 내각 각료의 사표를 모아서 취합한 후 내각 개조 인사에 착수했으며 내각관방장관에 의한 각료 명부를 발표한 뒤 궁중에서는 국무대신으로 새롭게 임명된 5명의 인증관 인증식을 거행했고 노다 개조내각이 정식으로 발족되었다.[3] 인증식이 끝난 뒤 수상 관저에서 노다 요시히코 총리의 기자 회견을 실시하였다.[4]
- 1월 16일 - 노다 개조내각의 부대신, 대신 정무관의 인사를 단행했는데 마쓰바라 진이 국가공안위원회 위원장으로 취임한 것에 따르는 국토교통 부대신의 후임으로 요시다 오사무로 기용한 것을 제외하고는 모두 유임되었다.[5]
- 1월 20일 - 미야카와 고지 최고재판소 판사가 정년 퇴임한 것에 의해 후임에는 야마우라 요시키 쓰쿠바 대학 법과대학원 교수를 임명했다.[6]
- 1월 24일 - 제180회 국회가 개회되면서 노다 총리의 시정 방침 연설을 포함한 정부 4연설을 실시하였다.[7]
- 1월 25일 - 2012년도 제1회 국가 전략 회의가 개최되면서 부의장에는 오카다 부총리가 추가로 임명되었다.
- 1월 28일 - 노다 총리가 2012년 다보스 포럼의 사이드 이벤트 ‘재팬 나이트’에 TV회의 형식에서 참석했다.[8]
- 1월 31일 - 전체 각료들이 참가한 ‘행정개혁 실행본부’가 설치되었다.[9]

#### 2월
- 2월 4일 - 노다 총리가 게이오기주쿠 대학에서 열린 ‘사회 보장과 세금의 일체개혁에 대해’라는 심포지엄에서 기조 강연을 했다.[10]
- 2월 7일 - 노다 총리가 ‘헤이세이 24년 북방 영토 반환 요구 전국 대회’에 참석했다.[11]
- 2월 8일 - 2011년도 제4차 보정 예산이 성립한다.
- 2월 9일 - 이와테 현과 미야기 현 및 현내 34개의 시읍면이 신청한 부흥 추진 계획이 부흥 특별 구역으로 지정되었다.
- 2월 10일 - 부흥청의 발족에 의해 부흥대신 등의 인사를 단행했고, 후쿠시마 부흥 재생 특별 조치법안을 내각회의에서 결정되었다.
- 2월 14일 - 동일본 대지진 총괄 담당 대신이 신설되면서 히라노 부흥대신이 임명되었다.[2]
- 2월 17일 - ‘사회 보장과 세금 일체개혁 대강’을 내각회의에서 결정되었다.[12]
- 2월 26일 - 노다 총리가 취임 후 처음으로 오키나와를 방문했고 2월 27일까지 일정을 소화했다.
- 2월 28일 - 노다 총리 주최에 의한 ‘벚꽃을 보는 모임’ 개최일이 4월 14일로 정해졌다.[13]
- 2월 29일 - 제1회 황실 제도에 관한 전문가 공청회가 개최되어 이마타니 아키라 데이쿄 대학 특임교수와 저널리스트 다하라 소이치로가 의견 발표를 했다.[14]

#### 3월
- 3월 1일 - 제1회 국제홍보연락회의가 개최되었다.[15]
- 3월 7일 - 내각부 참여와 내각관방 사회적 포섭추진실장이었던 유아사 마코토가 물러났다.[16]
- 3월 11일 - 국립극장에서 동일본 대지진 1주기 합동 추도식이 거행되었다.[17]
- 3월 13일 - 제1회 재해 폐기물 처리의 추진에 관한 관계 각료 회의가 개최되었다.[18]
- 3월 16일 -
  - 조선민주주의인민공화국이 실용위성 발사를 강행하겠다는 의사를 밝힌 것에 따라 수상 관저 위기관리센터에 조선민주주의인민공화국의 위성 발사 발표에 관한 정보 연락실을 설치했다.
  - 후루타 유키 최고재판소 판사가 정년 퇴임한 것에 의해 후임으로 오누키 요시노부 아시아 대학 법학부 교수를 임명했다.[19]
- 3월 23일 - 노다 총리 주최에 의한 ‘벚꽃을 보는 모임’ 개최가 중지되었다.[20]
- 3월 24일 - 일본 아카데메이아가 주최한 ‘노다 총리와의 제1회 교류회’에서 연설을 했다.[21]
- 3월 26일 - 노다 총리가 대한민국 서울에서 개최되는 제2차 핵안보정상회의에 참석, 3월 27일까지 일정을 소화했다.[22]
- 3월 29일 - 2012년도 잠정예산에 대한 내각 회의에서 결정을 내렸고[23] 황실 제도에 관한 전문가 공청회(제2회)가 열리면서 오이시 마코토 교토 대학 대학원 교수, 야마우치 마사유키 도쿄 대학 대학원 교수가 의견 발표를 했다.
- 3월 30일 - 2012년도 잠정예산이 중의원 본회의와 참의원 본회의에서 가결되었다. 같은 날 안전보장회의가 소집되어 조선민주주의인민공화국에 의한 ‘인공위성’이라고 부르는 미사일 발사 강행에 관한 대응에 대해 논의를 하였다.[24]

#### 4월
- 4월 4일 - 기카와다 도루 총무 부대신, 모리 유코 문부과학 부대신, 마키 요시오 후생노동 부대신, 슈하마 료 총무대신 정무관 등 4명이 낸 사표가 수리되었다.[25]
- 4월 5일 - 2012년도 예산이 참의원 본회의에서 부결되어 양원협의회가 개최되었지만 결론이 나오지 않았고 헌법의 중의원 의결의 우월 규정에 근거해서 성립했다.
- 4월 6일 - 기카와다 도루 총무 부대신의 후임에 오시마 아쓰시 중의원 의원, 모리 유코 문부과학 부대신의 후임에 다카이 미호 중의원 의원, 마키 요시오 후생노동 부대신의 후임에 니시무라 지나미 중의원 의원, 슈하마 료 총무대신 정무관의 후임에 가가야 겐 참의원 의원을 임명했다.[26]
- 4월 7일 - 노다 총리가 효고현 니시노미야시에서 개최된 ‘내일의 안심’ 대화 집회에 참석했다.[27]
- 4월 10일 - 황실 제도에 관한 전문가 공청회(제3회)가 개최되어 저널리스트 사쿠라이 요시코와 니혼 대학의 교수 모모치 아키라가 의견 발표를 실시했다.[28]
- 4월 11일 - 수상 관저 위기관리센터에 설치한 조선민주주의인민공화국의 위성 발사 강행에 관한 정보 연락실을, 조선민주주의인민공화국에 의한 ‘인공위성’이라고 부르는 미사일 발사의 사안에 관한 관저 대책실을 개편했다.[29]
- 4월 20일 - 참의원에서 마에다 국토교통대신과 다나카 방위대신에 대한 문책 결의안이 가결되었다.

#### 6월
- 6월 3일 - 노다 총리가 소비세법 개정 등을 중심으로 하는 사회 보장과 세금 일체개혁안을 둘러싼 국회 심의에 대해 오자와 이치로 민주당 전 대표와의 회담 후 6월 4일에 내각 개조를 단행하겠다고 밝혔다.
- 6월 4일 - 내각 개조를 단행하면서 노다 제2차 개조내각을 발족했다.